# 劉承祐
劉 承祐（りゅう しょうゆう）は、五代後漢の第2代皇帝。諡号は隠帝。

## 生涯
高祖劉知遠の次男として鄴に生まれる。
はじめ周王に封じられたが、高祖の崩御とともに即位した。しかし若年であったため、枢密使の楊邠や副枢密使の郭威の権勢を抑えることができなかった。郭威の家族は殺せるだけ殺している。
当時、実力者であった蘇逢吉と楊邠の間に権力抗争があり、内紛がおさまらなかった。この混乱に際し、河中の李守貞・長安の趙思綰・鳳翔の王景崇が相次いで叛乱を起こした。
加えて蝗害や水害が深刻な後漢は大いに乱れたとされる。乾祐3年（950年）、郭威が兵を起こして南下すると、乱兵の中で殺害された。享年21。これにより後漢は事実上滅亡した。